# The Lobster
The Lobster är absurdistisk svart komedidrama från 2015 regisserad av Yorgos Lanthimos. Lanthimos står även för manus tillsammans med Efthimis Filippou och medverkar gör Colin Farrell, Rachel Weisz, Jessica Barden, Olivia Colman och John C. Reilly.
Filmen fick premiär på Cannes filmfestival den 15 maj 2015, där den även vann juryns pris. Vid Oscarsgalan 2017 nominerades Lanthimos och Filippou till en Oscar för bästa originalmanus.

## Handling
Efter att Davids (Farrell) fru lämnat honom blir han eskorterad till ett hotell med sin hund. Där får han veta av hotelldirektören (Coleman) att han har 45 dagar på sig att hitta en ny partner eller så blir han förvandlad till ett djur som han själv får välja. Hunden han har med sig är hans bror Bob. David har bestämt sig för att bli en hummer om han misslyckas.

## Rollista (i urval)
- Colin Farrell – David
- Rachel Weisz – Den närsynta kvinnan / Berättare
- Léa Seydoux – Loner Leader
- Ariane Labed – The Maid
- Ben Whishaw – John den haltande mannen
- Angeliki Papoulia – Den hjärtlösa kvinnan
- John C. Reilly – Robert, den läspande mannen
- Jessica Barden – Den näsblödande kvinnan
- Olivia Coleman – Hotelldirektören
- Ashley Jensen – Kexkvinnan
- Michael Smiley – Ensam simmare
- Roger Ashton-Griffiths – Doktorn
- Ewen MacIntosh – Hotell vakt

## Mottagande
The Lobster mottogs mycket väl bland kritiker och har till exempel 87% positiva recensioner på Rotten Tomatoes.
Filmen blev Oscarsnominerad för bästa originalmanus och vann juryns pris på Cannes.